# Medieskolerne, Media College Denmark
Media College Denmark / Medieskolerne er en uddannelsesinstitution for medier i Viborg oprettet i 1987.
Skolens speciale er faste og levende billeder samt skærm- og internetbaseret kommunikation.
Der tilbydes uddannelser inden for tre områder:
- Film- og TV produktion: tilrettelæggelse, kameraoptagelse m.m.
- Fotografi: reklame-, arkitektur-, still- og portrætfotografi m.m.
- Webudvikling: udarbejdelse af hjemmesider og andre typer applikationer.